# محمد أكبر
كان محمد أكبر مفكر إسلامي من قرية مظفرجار بولاية البنجاب بباكستان. حفظ و درس القرآن الكريم وبعد عدة سنوات من الدراسة والبحث أصدر في سبتمبر من عام 1996 كتاب بعنوان «الله» باللغة الأردية كل مصادره مستقاة من القرآن الكريم.

## الدراسة والبحث
- نكاح و طلاق [1]
- ذو القرنين [2]۔
- بائبل
- وراثت [3] ۔
- بعد از مرگ
- حلال و حرام
- امام مہدي
- مسيح
- صلوۃ
- صيام
- زكوٰۃ
- عشر